# 上野頼久
上野 頼久（うえの よりひさ）は、戦国時代の武将。備中国松山城主。
備中上野氏は河内源氏の流れを汲む足利氏の支流・上野氏の庶流。
室町幕府10代将軍足利義稙は明応2年（1493年）、従弟の足利義澄に将軍職を追われて西国に落ち延びたが、永正8年（1508年）、再び将軍に返り咲き、翌永正6年（1509年）、備中の固めとして上野信孝を備中鬼邑山城に封じた。
信孝は後に一門の高直に鬼邑山城を委ね、頼久には同国松山城を預けて帰洛した。頼久は備中における勢力拡大に努め、その後嫡子・頼氏に松山城を譲り、次男・右衛門尉を小松山城に入れてさらなる基盤を作り上げた。
また頼久は永正年間（1504年-1520年）、天柱山安国寺を再建するなどの功績を残した。なおこの安国寺は、後に同地を訪れた小堀政一により、再建者の名を冠した頼久寺と改称され現在にいたる。